# Loon op Zand
Pour les articles homonymes, voir Loon.
Loon op Zand est une commune et un village des Pays-Bas de la province du Brabant-Septentrional.

## Localités
- De Moer
- Kaatsheuvel
- Loon op Zand

## Tourisme
À Kaatsheuvel est situé le parc d'attractions Efteling.

## Personnalités
- Leo Alkemade (1980-), acteur et animateur de télévision, né à Loon op Zand.